# Pull Point
Der Pull Point ist eine Landspitze an der Nordküste und nahe dem westlichen Ende von Südgeorgien. Sie liegt 800 m südlich des Cape Pride und markiert östlich die Einfahrt über die Elsehul zur Inner Bay.
Der Name der Landspitze ist erstmals auf einer Landkarte der britischen Admiralität aus dem Jahr 1931 verzeichnet. Der weitere Benennungshintergrund ist nicht überliefert.